# Segunda División de México 2007-08
La Temporada 2007-08 de la Segunda División de México fue la LVIII en la historia de los torneos de esta categoría del fútbol mexicano. Estuvo dividida en dos torneos cortos: Apertura 2007 y Clausura 2008.
Los dos campeones de la temporada fueron Pachuca Juniors y la Universidad del Fútbol, siendo finalmente el primero, el equipo que lograría su ascenso a la Primera A.
Respecto a la temporada anterior hubo varios cambios de nombre y franquicia:
- Club de Fútbol Cuautitlán se convirtió en Universidad del Fútbol tras el préstamo de la franquicia al Pachuca.
- Misioneros de Jalpan cambió de nombre y sede a Cadereyta FC jugando en la población del mismo nombre.
- Halcones de San Juan del Río pasó a llamarse Club Deportivo Toros de Zacatecas y cambió su sede a dicha ciudad.
- Dorados de Mazatlán se trasladó a Los Mochis, lo que provocó la desaparición del conjunto Dorados de Guamúchil.
- Leones Amecameca cambió nombre y sede, en este torneo jugaron bajo la denominación de Chimbombos en Cintalapa, Chiapas.
- Delfines Jalisco FC se trasladó a Los Cabos, donde pasó a jugar con el apelativo Delfines de Los Cabos.
- Desde la Tercera División ascendieron los conjuntos Atlético Cihuatlán y Búhos de Hermosillo.
- Se crearon nuevas franquicias: Indios B, Huracanes de Matamoros, Ángeles de Comsbmra, Cañeros del Zacatepec, Teos La Firma y Zorros de Reynosa.

## Sistema de competición
La temporada se dividió en dos torneos cortos: Apertura (de julio a diciembre) y Clausura (de enero a mayo). El sistema de competencia de ambos campeonatos fue dividido en dos partes:
- Fase de clasificación: estuvo integrada por periodo de jornadas de la temporada regular que estuvo entre las 13 y las 16, el número de fechas que se disputaron se determinó de acuerdo a la cantidad de equipos que integraron cada grupo.
- Fase final: se jugó en series de partidos de ida y vuelta durante las rondas de Octavos, Cuartos de final, Semifinales y la Final.

### Fase de clasificación
La fase de clasificación dividió a los 75 equipos participantes en cinco grupos dependiendo su ubicación geográfica, lo que derivó que hubiera un número de entre 13 y 16 clubes según el reparto.
Durante esta etapa se siguió el sistema de puntos, los cuales se otorgaron de acuerdo a los resultados que se desarrollaron durante las jornadas del campeonato y se obtuvieron de la siguiente manera:
- Por juego ganado: 3 puntos
  - Si se dio el caso de que un equipo visitante ganara su partido por una diferencia de dos goles, se otorgó un punto adicional como premio. Esto únicamente aplicó en los partidos ganados de forma deportiva.
- Por juego empatado: 1 punto
  - En caso de existir un empate de dos goles o más, los equipos participantes debieron disputar una serie de tiros penales, el ganador de dicha fase obtuvo un punto adicional de acuerdo a lo establecido en el Artículo 31 del Reglamento de la Segunda División.
- Por juego perdido: 0 puntos

La tabla general de cada grupo determinó a los clasificados por el número de puntos en orden descendente. En los caso en los que dos o más equipos terminaron el periodo regular con empate a puntos se procedió a los siguientes criterios para definir la posición final:
1. Mejor diferencia de goles entre los anotados y los recibidos.
2. Mayor número de goles anotados.
3. Enfrentamientos directos entre los clubes involucrados.
4. Mayor número de goles anotados como visitante.
5. Mejor ubicación en la tabla general de cocientes.
6. Tabla fair play (menor cantidad de amonestaciones y/o expulsiones)
7. Sorteo

Al finalizar el torneo regular pasó a tomarse en cuenta la tabla general de clasificación para determinar el orden en el cual los equipos debieron enfrentarse durante las rondas finales, siendo los primeros clasificados los que tuvieron la ventaja de jugar los partidos de vuelta en terreno local.

### Fase final

#### Liguilla de Ascenso
La fase de liguilla de ascenso fue jugada por 16 clubes: los tres primeros lugares de cada uno de los cinco grupos y el club que terminó en el mejor cuarto lugar. 
Los 16 clubes participantes fueron reubicados de acuerdo con su posición en la tabla general del campeonato, desde el primer clasificado hasta el #16. La ronda de octavos de final fue determinada a través de un sorteo. A partir de esta fase las llaves siguieron la siguiente fase:
- Octavos de final
- Cuartos de final
- Semifinales
- Final

En cada fase los clubes vencedores fueron aquellos que anotaron la mayor cantidad de goles durante los dos partidos, en los casos en los que existió un empate en el marcador de la serie, se pasó a determinar al ganador de acuerdo con el número de tantos que anotó en juego de visitante, en caso de continuar la igualada se pasó a definir al ganador por una serie de tiros penales.
Los partidos correspondientes a la Fase final se jugaron obligatoriamente los días miércoles y sábado, y jueves y domingo eligiendo, los equipos mejor clasificados pudieron elegir la fecha y hora predilectas para la disputa de su partido de vuelta, mientras que el resto de clubes únicamente pudo elegir el horario de acuerdo con la fecha establecida en el reglamento.
El campeón del torneo fue el ganador de la liguilla. Al existir dos torneos por temporada, fue necesaria la celebración de una serie final para determinar al equipo campeón de la temporada, este conjunto a su vez fue acreedor del ascenso a la Primera División 'A'.

#### Liguilla de filiales
La federación determinó la celebración de una liguilla de filiales en la que participaron los ocho clubes filiales con mejor clasificación al finalizar la temporada, fueron considerados como filiales aquellos conjuntos que representan al segundo equipo de un club establecido en la Primera División o en la Primera 'A'. Por este motivo, este título se consideró simbólico ya que el ganador carecía de cualquier derecho a promocionar a una categoría superior.
El sistema de juego fue similar a la Liguilla de Ascenso, únicamente se debe destacar que en este caso se inició en la fase de cuartos de final, manteniendo los mismos reglamentos y disposiciones.

### Tabla de cocientes
Se siguió la tabla de cocientes para determinar al conjunto que descendió a la Tercera División, siendo relegado a la categoría inferior el equipo con el peor coeficiente al dividir puntos obtenidos entre los partidos jugados, a diferencia de las divisiones superiores, en este caso únicamente se aplicó a los resultados obtenidos durante la temporada.

## Equipos participantes[2]
La temporada contó con la participación de 75 equipos que se repartieron en cinco grupos de acuerdo a sus zonas geográficas: Sur, Centro, Bajío, Occidente y Norte. Los clubes contendientes se repartieron de la siguiente manera.

### Zona Sur
| Equipo                     | Ciudad                         | Estadio                     |
| -------------------------- | ------------------------------ | --------------------------- |
| Albinegros de Orizaba      | Orizaba, Veracruz              | Socum                       |
| Alebrijes de Oaxaca        | Oaxaca, Oaxaca                 | Benito Juárez               |
| Ángeles de Comsbmra        | San Andrés Cholula, Puebla     | Preparatoria Benito Juárez  |
| Chimbombos de Cintalapa    | Cintalapa, Chiapas             | Municipal de Cintalapa      |
| Guerreros de Tabasco       | Tenosique, Tabasco             | Ángel Llego "Gello" Zubieta |
| Inter Playa del Carmen     | Playa del Carmen, Quintana Roo | Mario Villanueva Madrid     |
| FC Itzaes Yucatán          | Mérida, Yucatán                | Carlos Iturralde Rivero     |
| Jaguares de Tabasco        | Comalcalco, Tabasco            | Antonio Valenzuela Alamilla |
| Mérida FC                  | Mérida, Yucatán                | Carlos Iturralde Rivero     |
| Ocelotes UNACH             | Tuxtla Gutiérrez, Chiapas      | Víctor Manuel Reyna         |
| Pioneros de Cancún         | Cancún, Quintana Roo           | Cancún 86                   |
| Teos La Firma              | Boca del Río, Veracruz         | Teos                        |
| Tiburones Rojos de Córdoba | Córdoba, Veracruz              | Rafael Murillo Vidal        |

### Zona Centro
| Equipo                          | Ciudad                               | Estadio                               |
| ------------------------------- | ------------------------------------ | ------------------------------------- |
| América Coapa                   | México, D.F.                         | Instalaciones Club América Cancha 2   |
| Arroceros de Cuautla            | Cuautla, Morelos                     | Isidro Gil Tapia                      |
| Astros de Cuernavaca            | Cuernavaca, Morelos                  | Centenario                            |
| Atlético Tapatío-Chalco         | Chalco, Estado de México             | Arreola                               |
| Cañeros de Zacatepec            | Zacatepec, Morelos                   | Agustín Coruco Díaz                   |
| Galeana Morelos                 | Xochitepec, Morelos                  | Mariano Matamoros                     |
| Gallos Blancos de Izcalli       | Cuautitlán Izcalli, Estado de México | Hugo Sánchez Márquez                  |
| Lobos Prepa                     | Puebla, Puebla                       | Olímpico de la BUAP                   |
| Pachuca Juniors                 | Pachuca, Hidalgo                     | Hidalgo                               |
| Potros UAEM                     | Toluca, Estado de México             | Universitario Alberto "Chivo" Córdoba |
| Puebla FC B                     | Santa Isabel Cholula, Puebla         | Santa Isabel                          |
| Pumas Naucalpan                 | México, D.F.                         | La Cantera                            |
| Pumas Prepa                     | México, D.F.                         | La Cantera                            |
| Tecamachalco                    | Huixquilucan, Estado de México       | Alberto Pérez Navarro                 |
| Universidad Autónoma de Hidalgo | Pachuca, Hidalgo                     | Revolución Mexicana                   |
| Universidad del Fútbol          | San Agustín Tlaxiaca, Hidalgo        | Universidad del Fútbol                |

### Zona Bajío
| Equipo                    | Ciudad                         | Estadio                               |
| ------------------------- | ------------------------------ | ------------------------------------- |
| Atlético Cuauhtémoc       | Aguascalientes, Aguascalientes | Universidad Cuauhtémoc Aguascalientes |
| Cachorros de León         | León, Guanajuato               | Nou Camp                              |
| Cadereyta FC              | Cadereyta de Montes, Querétaro | Cadereyta                             |
| Cruz Azul Jasso           | Jasso, Hidalgo                 | 10 de diciembre                       |
| CD Irapuato               | Irapuato, Guanajuato           | Sergio León Chávez                    |
| Diablos Rojos Metepec     | Metepec, Estado de México      | Instalaciones de Metepec              |
| Necaxa Rayos              | San Juan de los Lagos, Jalisco | Antonio R. Márquez                    |
| Petroleros de Salamanca B | Salamanca, Guanajuato          | Olímpico sección 24                   |
| Querétaro FC B            | Querétaro, Querétaro           | Corregidora                           |
| Soles de Acolman          | Acolman, Estado de México      | Municipal de Acolman                  |
| Teca - Huixquilucan       | Huixquilucan, Estado de México | Alberto Pérez Navarro                 |
| Titanes de Tulancingo     | Tulancingo, Hidalgo            | Primero de Mayo                       |
| Toros de Zacatecas        | Zacatecas, Zacatecas           | Francisco Villa                       |
| Unión de Curtidores       | León, Guanajuato               | La Martinica                          |
| Valle del Mezquital       | Tezontepec, Hidalgo            | San Juan                              |

### Zona Occidente
| Equipo                   | Ciudad                         | Estadio                                  |
| ------------------------ | ------------------------------ | ---------------------------------------- |
| Atlas B                  | Zapopan, Jalisco               | Atlas Colomos                            |
| Atlético Cihuatlán       | Cihuatlán, Jalisco             | El Llanito                               |
| Búhos de Hermosillo      | Hermosillo, Sonora             | Héroe de Nacozari                        |
| Cachorros U. de G.       | Ciudad Guzmán, Jalisco         | Municipal Santa Rosa                     |
| Chivas San Rafael        | Guadalajara, Jalisco           | Chivas San Rafael                        |
| Delfines de Los Cabos    | Los Cabos, Baja California Sur | Complejo Deportivo Don Koll              |
| Deportivo Autlán         | Autlán de Navarro, Jalisco     | Unidad Deportiva Chapultepec             |
| Dorados de Los Mochis    | Los Mochis, Sinaloa            | Centenario LM                            |
| Guadalajara B            | Zapopan, Jalisco               | Verde Valle                              |
| Jaguares de Zamora       | Zamora, Michoacán              | Unidad Deportiva El Chamizal             |
| CFS Manzanillo           | Manzanillo, Colima             | Gustavo Vázquez Montes                   |
| Monarcas Morelia C       | Morelia, Michoacán             | Cancha Anexa Estadio Morelos             |
| Palmeros-Loros de Colima | Colima, Colima                 | Colima                                   |
| UAG Tecomán              | Tecomán, Colima                | IAETAC                                   |
| Vaqueros de Ixtlán       | Ameca, Jalisco                 | Núcleo Deportivo y de Espectáculos Ameca |

### Zona Norte
| Equipo                                                | Ciudad                       | Estadio                        |
| ----------------------------------------------------- | ---------------------------- | ------------------------------ |
| Altamira FC                                           | Altamira, Tamaulipas         | Altamira                       |
| Atlético Lagunero                                     | Gómez Palacio, Durango       | Unidad Deportiva Gómez Palacio |
| Bravos de Nuevo Laredo                                | Nuevo Laredo, Tamaulipas     | Unidad Deportiva Benito Juárez |
| Cachorros de la UANL                                  | Zuazua, Nuevo León           | Instalaciones de Zuazua        |
| Archivo:Correcaminos UAT.png Correcaminos de la UAT B | Ciudad Victoria, Tamaulipas  | Profesor Eugenio Alvizo Porras |
| Deportivo Unión Piedras Negras                        | Piedras Negras, Coahuila     | Piedras Negras                 |
| Dorados Fuerza UACH                                   | Chihuahua, Chihuahua         | Olímpico UACH                  |
| Durango B                                             | Durango, Durango             | Francisco Zarco                |
| FC Excélsior                                          | Salinas Victoria, Nuevo León | Centro Deportivo Soriana       |
| Huracanes de Matamoros                                | Matamoros, Tamaulipas        | Pedro Salazar Maldonado        |
| Indios B                                              | Ciudad Juárez, Chihuahua     | Olímpico Benito Juárez         |
| Millonarios de La Joya                                | Apodaca, Nuevo León          | Unidad Deportiva Centro        |
| Rayados 2a                                            | Monterrey, Nuevo León        | El Barrial                     |
| Santos Laguna C                                       | Gómez Palacio, Durango       | Unidad Deportiva Gómez Palacio |
| Tampico Madero B                                      | Tampico Madero, Tamaulipas   | Tamaulipas                     |
| Zorros de Reynosa                                     | Reynosa, Tamaulipas          | Unidad Deportiva Solidaridad   |

## Resultados[1]

### Resumen
| Torneo        | Campeón                | Subcampeón                 | Campeón de Filiales | Asciende a Primera A | Desciende a Tercera División |
| ------------- | ---------------------- | -------------------------- | ------------------- | -------------------- | ---------------------------- |
| Apertura 2007 | Pachuca Juniors        | Tiburones Rojos de Córdoba | Monarcas Morelia C  |                      |                              |
| Clausura 2008 | Universidad del Fútbol | Atlético Cihuatlán         | Guadalajara B       | Pachuca Juniors      | Chimbombos de Cintalapa      |

## Final de Ascenso[1]
La final de ascenso enfrentó a los campeones del Apertura 2007 y el Clausura 2008, siendo en estos casos los equipos de Pachuca Juniors y la Universidad del Fútbol, dos equipos que pertenecen al mismo propietario, al final el Juniors fue el campeón de la categoría y ganador del ascenso.
| 22 de mayo de 2008 | Pachuca Juniors | 2:0 | Universidad del Fútbol | Estadio Hidalgo, Pachuca |  |

| 25 de mayo de 2008                                                               | Universidad del Fútbol | 1:4 | Pachuca Juniors | Estadio Hidalgo, Pachuca |  |
| Pachuca Juniors campeón de la Temporada 2007-08 de la Segunda División de México |                        |     |                 |                          |  |

| Campeón de Ascenso 2007-08         |
| ---------------------------------- |
|                                    |
| Pachuca Juniors                    |
| 2° Título                          |
| Asciende a la Primera División 'A' |

## División de la Competición
Al finalizar la temporada 2007-08 la Federación Mexicana de Fútbol determinó dividir a la Segunda División en dos sistemas de competencia: la Liga Premier de Ascenso y la Liga de Nuevos Talentos. Los 74 equipos que quedaron tras el descenso del equipo Chimbombos de Cintalapa fueron repartidos en los torneos de acuerdo a un par de criterios para la Liga Premier:
- Equipos que cumplan con el cuaderno de cargos de la federación y cuenten con una sede certificada (con una capacidad mayor a 10 mil espectadores y servicios básicos según lo establecido en los Apéndices I y II del Reglamento de Afiliación, Nombre y Sede.[7]
- Equipos filiales de clubes superiores que no compartan ciudad o zona conurbada con el conjunto matriz, según lo establecido en el Artículo 6 del Reglamento de Competencia de la Segunda División Profesional.[8]

Estas disposiciones comenzaron a ser vigentes en la Temporada 2008-09.